# Aali Shahr
Aali Shahr este un oraș din Iran.